# イトーキ
株式会社イトーキ（英: ITOKI CORPORATION）は、東京都中央区に本社を置く、事務用品・各種設備を扱う企業。
元は製造部門の株式会社イトーキクレビオと販売部門の株式会社イトーキに分かれていたが、2005年（平成17年）6月に合併した。東京証券取引所のプライム市場に上場している。
一般社団法人日本オフィス家具協会に正会員として加盟している。
かつては大阪府大阪市城東区今福東に本社を置いていた。

## 概要
創業者の伊藤喜十郎が1890年（明治23年）に大阪・高麗橋にて、発明特許品の普及ならびに輸入品を取り扱う「伊藤喜商店」を創業する。創業当初は海外から輸入されたホッチキスなどの事務機器や文具などを扱っていたが、自社製品による拡充を計るべく1908年（明治41年）に伊藤喜商店工作部（後のイトーキクレビオ）を設立すると、自社製の事務機器・文具類の開発・販売に乗り出す。
その後は椅子やロッカーを始めとして、和文タイプライターや耐火金庫、他にもオフィス用スチールデスクやパーティションなどオフィスに必要とされる事務機器の多くで高いシェアを占めるまでに成長する。
他にも医療施設や教育研究・図書施設、物流設備向け商品に加え、スチール建材、セキュリティ機器なども扱っており、事業は幅広い。
現在では、机やいすなどの事務用スチール家具が中心である。また、商品単独の販売だけでなく、空間を設計しての提供も行っている。

## 沿革

### （旧）株式会社イトーキ
- 1890年（明治23年）12月1日 -「伊藤喜商店」開業
- 1903年（明治36年）- 日本のホッチキス第1号と、ゼムクリップを発売
- 1908年（明治41年）- 伊藤喜工作所（後のイトーキクレビオ）の前身となる伊藤喜商店工作部が設けられ、スチール製品の製造販売を開始。
- 1920年代には、ラジオの製造販売もしていた
- 1933年（昭和8年）12月 - 株式会社伊藤喜商店設立
- 1950年（昭和25年）- 伊藤喜商店工作部を分離、株式会社伊藤喜工作所を設立
- 1954年（昭和29年）- 軽量金庫を製造販売
- 1962年（昭和37年） 海外の展示会初出展。ホームデスク、学習机を発表
- 1963年（昭和38年）12月 - 商号を株式会社イトーキに変更
- 1965年（昭和40年）- 自社商品展示会「イトーキショー」を開く
- 1967年（昭和42年）- キャッチコピー（コーポレートショルダー）「グッドデザイン・グッドシステム」を発表
- 1973年（昭和48年）- 大阪本社ビル竣工
- 1975年（昭和50年）- オフィスプランセンター発足
- 1979年（昭和54年）- オフィスランドスケープを提唱したクイックボナーチームのイェーガーをアドバイザーに招聘
- 1980年（昭和55年）- アメリカ合衆国のノール社と業務提携
- 1981年（昭和56年）- Gマークの家具住宅設備部門大賞
- 1985年（昭和60年）-  CI導入
- 1986年（昭和61年）-  コシノジュンコがデザインしたオフィスウェアを販売開始
- 1987年（昭和62年）- 「イトーキプレゼンテーション87」開く。岡本綾子（プロゴルファー）をコマーシャルモデルとして起用
- 1989年（平成元年）- 創業100周年。アメリカ合衆国・ハーマンミラー社と販売提携結ぶ
- 1990年（平成2年）- 大阪証券取引所第2部上場
- 1992年（平成4年）- アメリカ女子ゴルフツアー「ハワイアンレディースオープン」に協賛
- 1998年（平成10年）- 商品管理統括部門ISO 9001取得
- 1999年（平成11年）- 業務統括部門ISO 14001取得。ユニバーサルデザインとエコデザインを融合した「Ud&Eco style」（ユーデコスタイル）を企業コンセプトに掲げる。
- 2000年（平成12年）- メンテナンスを専門に扱う株式会社イトーキテクニカルサービスを設立
- 2002年（平成14年）- 全社統合でISO 14001取得
- 2003年（平成15年）- 商業施設事業の株式会社イトーキマーケットスペースを設立
- 2004年（平成16年）- 株式会社エコ・ブランディングを設立

### 株式会社イトーキクレビオ
- 1950年（昭和25年） - 株式会社伊藤喜工作所を設立し、伊藤喜商店工作部の事業を分離独立
- 1952年（昭和27年）- 大阪市に保管庫・ロッカーの工場を開設
- 1961年（昭和36年）- 子会社として株式会社伊藤喜オールスチールを設立し、守口市に金庫（耐火金庫含む）の工場を開設
- 1963年（昭和38年）- デスク（学習机、オフィスデスクなどを製造販売するカテゴリー）の工場を大阪市に新設
- 1968年（昭和43年）- スチール棚・間仕切り工場を京都府に開設
- 1969年（昭和44年）- 移動柵でアメリカのスプリーム社と技術提携
- 1970年（昭和45年）-  京都府にキャビネットの工場を開設
- 1972年（昭和47年）-  キャビネット・メカトロ機器を専門とした工場を滋賀県に新設
- 1980年（昭和55年）- オランダのオープン・アーク社と座スライドチェアーで技術提携
- 1982年（昭和57年）-  TQCシステム（全社的品質管理システム）が導入される
- 1986年（昭和61年）-  電子機器工場が滋賀県に完成
- 1989年（平成元年）- デミング賞（実施部門）獲得
- 1992年（平成4年） - 滋賀県にチェアー工場完成。大阪市城東区に本社新社屋完成。商号を株式会社イトーキクレビオに変更しCIを導入
- 1994年（平成6年）- TPM優秀賞（第1種部門）
- 1996年（平成8年）- 振動試験室完成
- 1997年（平成9年）- ドイツ・ワルドナー社と研究設備関係で技術提携
- 1998年（平成10年）- ISO 9001、ISO 14001取得（4事業部門と2サイト）
- 1999年（平成11年）- パネル工場新設（大阪府）
- 2001年（平成13年）- 全社でISO 9001、ISO 14001の審査登録を行う
- 2002年（平成14年）- 中華人民共和国で金盟（蘇州）商業設備有限公司を合弁会社として設立。介護福祉部門を新設

### 株式会社イトーキ
- 2005年（平成17年）6月1日 - 製造・販売の事業統合のため、株式会社イトーキクレビオが（旧）株式会社イトーキを合併、（新）株式会社イトーキとなる。
- 2007年（平成19年）12月 - ビジネスジムキ株式会社の株式を取得し、株式会社イトーキ北海道に社名変更（現・連結子会社）。
- 2008年（平成20年）12月 - 千葉市緑区に千葉工場を新設し、京都工場より一部を移転。
- 2011年（平成23年）4月 - ジャスダック上場の研究設備機器・粉体機械メーカーである株式会社ダルトンの第三者割当増資を引き受け、同社を連結子会社化。海外向け新ブランド「joyten」を発表し、製品販売を開始。
- 2012年（平成24年）11月 - 東京都中央区に「イトーキ東京イノベーションセンター“ＳＹＮＱＡ”（シンカ）」を開設。
- 2015年（平成27年）3月 - 新日本システック株式会社を子会社として傘下に入れ、各種システムを開発。
- 2016年（平成28年）
  - 10月 - 株式会社ダルトンに対する株式公開買付けにより、同社の株式の85.67%を取得。
  - 12月 - シンガポール所在の内装工事会社である Tarkus Interior Pte Ltd を子会社とする。
- 2017年（平成29年）
  - 1月 - 株式併合により、株式会社ダルトンが完全子会社となる。
  - 7月 - 香港に Novo Workstyle Asia Limited を設立。
- 2018年（平成30年）10月 - 東京本社オフィスを東京中央区日本橋に移転。

## 社会貢献活動
- 環境省エコチル調査企業・団体サポーター（2011年-）

## 不祥事
物流業者20社へ残業代未払
2024年11月28日、公正取引委員会は、当社が委託物流業者20社の運転手への積み込みや契約場所以外での時間外労働に対し、無償で働かせていたことについて、私的独占の禁止及び公正取引の確保に関する法律（独占禁止法）違反の疑いで再発防止を警告、当社は書面での明確化や遡っての対価の支払を申し出た。

## グループ会社一覧
- 株式会社イトーキエンジニアリングサービス
- 伊藤喜オールスチール株式会社
- 株式会社イトーキシェアードバリュー
- 株式会社イトーキ東光製作所
- 株式会社イトーキ北海道
- 株式会社イトーキマーケットスペース
- イトーキマルイ工業株式会社
- 株式会社エフエム・スタッフ
- 三幸ファシリティーズ株式会社
- 株式会社シマソービ
- 新日本システック株式会社
- 株式会社セルノ
- 株式会社ダルトン
- 富士リビング工業株式会社
- 中国 Novo Workstyle (CHINA) Co.,Ltd.
- シンガポール ITOKI Systems（Singapore）Pte., Ltd.
- シンガポール TARKUS INTERIORS PTE LTD
- タイ王国 ITOKI MODERNFORM Co.,Ltd.